# 양일민
양일민(梁一民, 본명: 양종호, 본명 한자: 梁鍾鎬, 1928년 7월 29일~)은 대한민국의 남자 원로 배우였으며, 한때 성우로도 활약한 전력이 있고, 2006년 7월 31일에 모두 은퇴했다.

## 학력
- 1945년 3월 - 경성제1고등보통학교(지금의 서울경기고등학교) 졸업
- 1949년 9월 - 서울국학대학교(지금의 고려대학교 문과대학) 국어국문학과 학사

## 주요 이력
- 《한국영화배우협회》 기획투자겸업배우분과위원장 역임
- 《경기도 안산 제주상록식당》 대표 사업주 역임

## 생애

### 초기
본은 남원(南原)이고 일제 강점기 조선 경기도 고양군 독도면 동독도리(지금의 대한민국 서울특별시 성동구 성수동)에서 출생하였으며, 지난날 한때 일제강점기 조선 경기도 시흥군 군자면(지금의 대한민국 경기도 안산시)에서 잠시 유아기를 보낸 적이 있고 그 이후 일제 강점기 조선 경성부 종로방(지금의 대한민국 서울특별시 종로구)에서 성장하였다.

### 배우활동
그는 16세 시절이었던 1943년 본명 양종호로써 영화 《우러르라 창공》에 출연하여 영화배우 첫 데뷔를 하였다. 1947년에는 예명 양일민으로써 연극배우로 데뷔하였으며 한때 1948년에는 서울중앙방송(현재의 KBS 한국방송공사) 특채 제1기 성우로도 활동하였다. 1949년 영화 《북위 38도》로 영화배우 분야에 복귀하였으며, 1950년 한국 전쟁 때는 대한민국 육군 정훈공작 사병으로 복무하다가 1951년 대한민국 육군 일등병으로 전역하였다. 이어 같은 해 영화 《삼천만의 꽃다발》로 영화배우의 입지를 다지기 시작하였으며, 그로부터 12년 후 1963년 영화 《미행자》에 주연, 이 영화로 영화 투자가(기획자)로 데뷔하였다.
1955년에는 김승호, 허장강, 박시명, 조항, 성소민 등과 함께 《대한영화배우협회》를 창설한 그는, 1991년 1월 새해(당시 64세) 이후부터 경기도 안산 지역에 낙향 거주를 하여 그곳에서 《경기도 안산 제주상록식당》이라는 제주도 한정식 음식점을 개업하였으며, 이후 그의 딸과 사위와 외손들이 음식점 사업을 이어받고 있다.
1996년 대종상 영화제 특별연기상을 수상한 그는 같은 해 1996년 임권택이 감독한 영화 《축제》에 단역 출연하였으며 그는 또한 그 밖에도 《제1공화국》, 《조선 왕조 오백년(中 추동궁 마마·대원군)》, 《제2공화국》, 《울 밑에 선 봉선화》, 《역사는 흐른다》, 《삼국기》, 《제3공화국》, 《제4공화국》, 《찬란한 여명》 등의 텔레비전 드라마에도 출연하여 배우로서의 영역을 넓힌 그는 1990년대 이후에도 1996년 영화 《맥주가 애인보다 좋은 일곱 가지 이유》, 《카루나》, 《축제》에 이어 1999년 영화 《카라》와 2003년 영화 《대한민국 헌법 제1조》에 이르기까지 주연과 조연과 단역을 가리지 않고 출연하였으니 1943년 데뷔 이후부터 2004년까지 약 100여편의 영화 작품에 출연하였고 2006년 7월 31일을 기하여 연극 《세종대왕》을 끝으로 63년간 활약을 한 연기자 분야에서 은퇴하였다.
영화감독 겸 영화 시나리오 각본가 편거영과 서울 국학대학교 국어국문학과 입학 동기이기도 한 그는 편거영이 각본한 1966년 영화 《광야의 결사대》에 조연하였고 편거영이 각본한 1969년 영화 《팔도 사나이》에 단역 출연하였으며 편거영이 감독 및 각본한 1969년 영화 《돌아온 팔도 사나이》에 단역 출연하였다.

## 출연작

### 영화
- 1949년 《북위 38도》
- 1951년 《삼천만의 꽃다발》
- 1963년 《미행자》
- 1966년 《광야의 결사대》
- 1967년 《가고파》
- 1968년 《대원군》
- 1968년 《카인의 후예》
- 1968년 《여자의 일생》
- 1969년 《팔도 사나이》
- 1969년 《돌아온 팔도 사나이》
- 1971년 《황금독수리》
- 1972년 《의사 안중근》
- 1973년 《섬개구리 만세》
- 1974년 《호랑이 아줌마》
- 1974년 《토지》 ... 히로히라(광평, 일 육군 헌병대장) 역
- 1975년 《남사당》
- 1975년 《조총련》
- 1976년 《성춘향전》
- 1976년 《돌아온 팔도강산》
- 1977년 《처녀의 성》
- 1978년 《화려한 외출》
- 1978년 《돌아와요 부산항》
- 1979년 《나녀》
- 1979년 《지옥의 49일》
- 1980년 《달려라 만석아》
- 1983년 《이 한몸 돌이 되어》
- 1983년 《일송정 푸른 솔은》
- 1983년 《땜장이 아내》
- 1984년 《사약》
- 1985년 《이별없는 아침》
- 1986년 《금달래》
- 1986년 《푸른 하늘 은하수》
- 1987년 《기쁜 우리 젊은 날》
- 1988년 《칠수와 만수》
- 1988년 《대물》
- 1990년 《용감한 사람들》
- 1992년 《애사당 홍도》
- 1996년 《맥주가 애인보다 좋은 일곱 가지 이유》
- 1996년 《카루나》
- 1996년 《축제》
- 1998년 《남자의 향기》
- 1999년 《카라》 - 담배가게 주인 역
- 2003년 《대한민국 헌법 제1조》

### 연극
- 1971년 《협객 일지매》 ... 김만근 역(주연)
- 1984년 《광화사》 ... 음울한 표정의 늙은 광인 역(단역)
- 1990년 《메밀꽃 필 무렵》 ... 김 첨지 역(조연)
- 2003년 《세종대왕》 ... 청해군 식형 이지란 역(조연)

### TV 시리즈
- 1980년 KBS 《벼랑위의 사람들》 ... 하승록 역
- 1981년 MBC 《제1공화국》 ... 옛 대한제국 조선 황족 의친왕 의화군 이강 역, 1950년 당시의 이시영 역
- 1982년 MBC 《전원일기》 ... 각종 단역
- 1983년 MBC 《조선 왕조 오백년 - 추동궁 마마》 ... 척산군 이원계 역
- 1987년 KBS 《노다지》 ... 사가 의원 한의사 역(단역)
- 1989년 MBC 《제2공화국》 ... 용재 백낙준 역
- 1989년 KBS 《울 밑에 선 봉선화》
- 1990년 KBS 《역사는 흐른다》
- 1990년 MBC 《조선 왕조 오백년 - 대원군》 ... 풍은부원군 조만영 역
- 1990년 KBS 《대추나무 사랑 걸렸네》
- 1990년 KBS 《TV 손자병법》
- 1992년 KBS 《삼국기》 ... 난승 역
- 1993년 MBC 《제3공화국》 ... 양정모 역
- 1995년 MBC 《시트콤 두 아빠》 ... 정일민 역
- 1995년 MBC 《제4공화국》 ... 현석호 역
- 1996년 KBS 《찬란한 여명》 ... 야인 문 도사 역
- 1997년 SBS 《아름다운 그녀》
- 1997년 MBC 《신데렐라》
- 1997년 MBC 《시트콤 남자 셋 여자 셋》 ... 미국 한인 교포 이학수[2] 역(단역)
- 1997년 MBC 《그대 그리고 나》
- 1998년 SBS 《삼김시대》 ... 성재 이시영 역
- 1998년 MBC 《대왕의 길》 ... 양원군 이환 역
- 1998년 MBC 《시트콤 여자 대 여자》
- 1999년 MBC 《육남매》 ... 강원도 횡성 농부 오대춘[3] 역
- 2000년 MBC 《시트콤 뉴 논스톱》
- 2001년 MBC 《네 자매 이야기》